# 222 T Nord 2.231 à 2.305

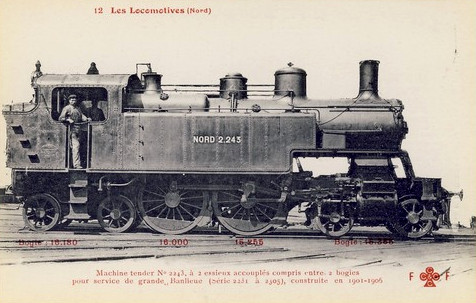
Locomotive 2.243

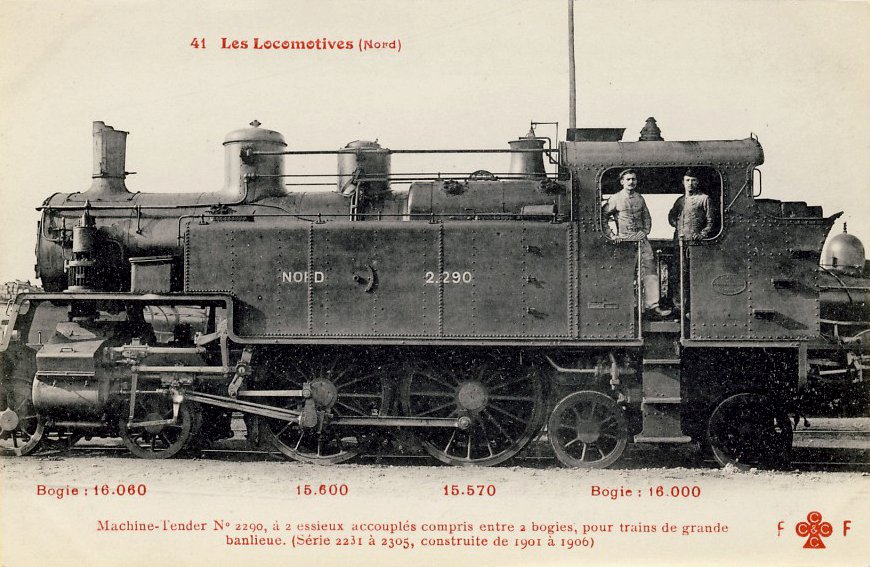
Locomotive 2.290

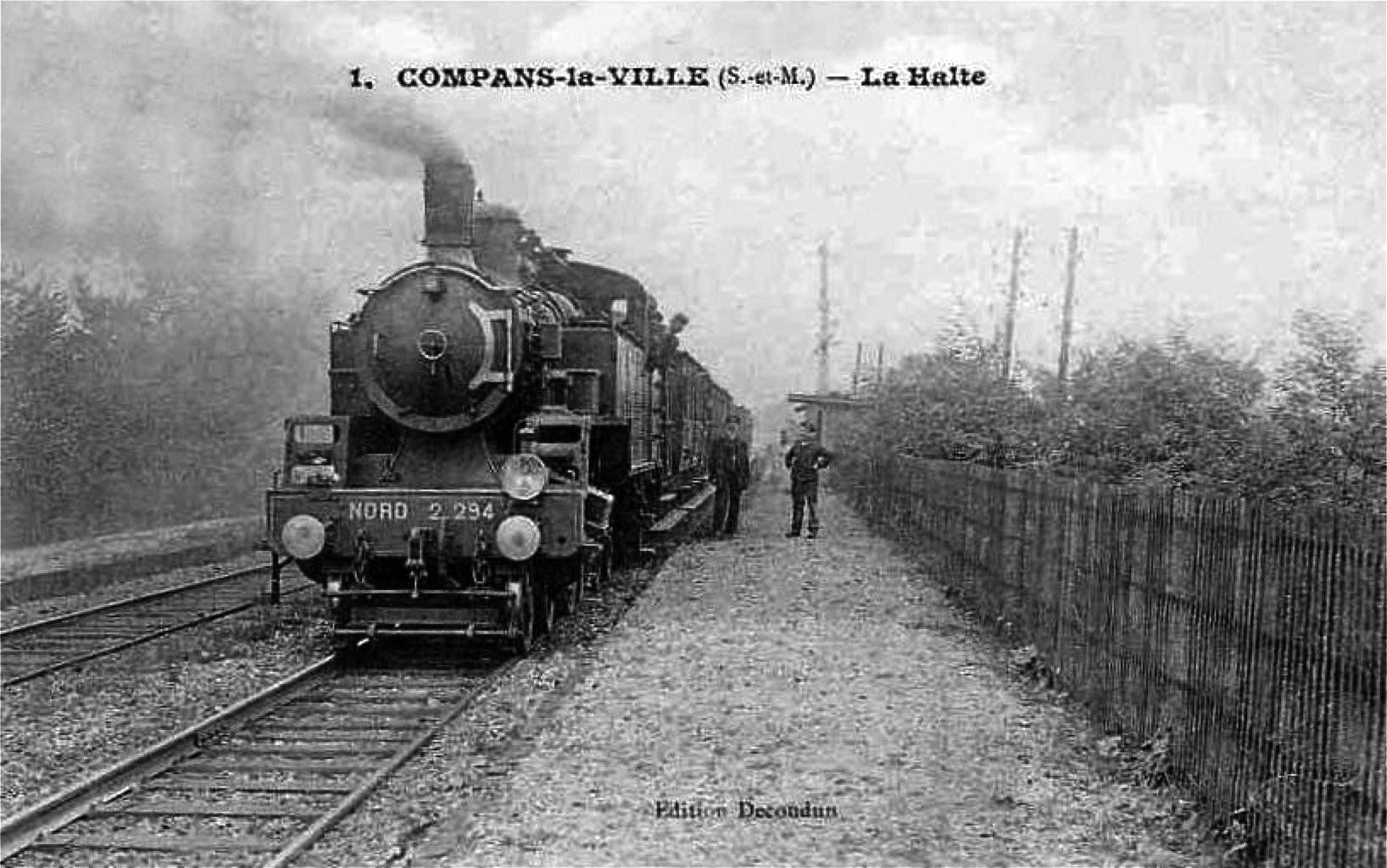
Locomotive 2.294 sur la ligne de Hirson

Les 222 T Nord 2.231 à 2.305 sont des locomotives de banlieue de la compagnie des chemins de fer du Nord de disposition 222 T. Elles sont surnommées "Revolver" en raison de leur allure. 
Lors de la création de la Société nationale des chemins de fer français (SNCF), le 1er janvier 1938, elles deviendront 222 TA 1 à 75.

## Caractéristiques
- Longueur : 10,88 m
- Poids à vide:
- Poids en charge: 63,3 t
- Timbre: 12 kg
- Surface de grille: 1,95 m2
- Surface de chauffe: 124,22 m2
- Diamètre des roues (motrices): 1 664 mm
- Diamètre des roues (porteuses): 900 mm
- Dimensions des cylindres:  alésage x course: 430 x 600 mm
- Vitesse maximum:

## Modélisme
Les 222 TA ont été reproduites à l'échelle HO par la firme anglaise DJH Model Loco, sous forme de kit à monter principalement en métal blanc.